# Louis Matha
Louis Armand Matha, né le 10 avril 1861 à Casteljaloux (Lot-et-Garonne) et mort le 12 février 1930 à Draveil, est un militant anarchiste, gérant du journal L'En-dehors, puis collaborateur du journal Le Libertaire et du Journal du peuple lors de l'affaire Dreyfus.

## Biographie
Ami d'Émile Henry, il est soupçonné d'avoir « nettoyé » l'appartement de ce dernier après son arrestation, et d'avoir organisé l'attentat contre le restaurant Foyot le 4 avril 1894. Inculpé avec Jean Grave et Sébastien Faure lors du procès des Trente, il est lui aussi acquitté.    

## Notices
- Dictionnaire biographique, mouvement ouvrier, mouvement social, « Le Maitron » : notice biographique.
- Dictionnaire des anarchistes, « Le Maitron » : notice biographique.
- L'Éphéméride anarchiste : notice biographique.
- Dictionnaire international des militants anarchistes : notice biographique.